# جامعة تشونغ وون
جامعة تشونغ وون هي جامعة خاصة في غرب كوريا الجنوبية. يقع الحرم الجامعي في محافظة هونغ سيونغ في مقاطعة جنوب تشونغ سيونغ. الرئيس الحالي هو كيم هي جونغ (김희중).

## الأوساط الأكادمية
تنقسم الجامعة بين أقسام العلوم الإنسانية والتكنولوجيا والفنون.

## التاريخ
تم افتتاح الجامعة لأول مرة في عام 1995. تم افتتاح مدرسة الدراسات العليا في عام 1997. 

## المدارس الشقيقة
تملك صلات مع مدارس في الصين وفيتنام والولايات المتحدة.

## خريجون متميزون
- سو جي سوب، عارض أزياء وممثل.
- كيم هي تشول، مغني وممثل (سوبر جونيور).
- يي سونغ، مغني وممثل (سوبر جونيور).
- إي دونغ هاي، مغني وممثل (سوبر جونيور).
- كيم هيونغ جنغ، مغني وممثل (دبل إس فايف أو ون).
- جونغ ين هو، مغني (تي في أكس كيو).
- أونيو، مغني (شايني).
- كيم جونغهيون، مغني (شايني).

## وصلات خارجية
- Official school website, in English and Korean